# Jebel Sinjar
Il Jebel Sinjār (curdo چیای شه‌نگال / شه‌نگار; in arabo جبل سنجار‎?, Jabal Sinjār) o Gebel Singiar è una catena montuosa nel Governatorato di Ninawa (Iraq), che si eleva al di sopra della vasta pianura della Jazīra, tra i fiumi Tigri ed Eufrate. Il punto più alto raggiunge i 1 463 m. Il lembo più occidentale di questa piccola catena montuosa penetra in Siria. Il fiume più importante che nasce da queste montagne è il wadi al-Tharthar, che corre per 210 km fino al lago Tharthar, 120 km a nord di Baghdad.
Su queste montagne vivono circa 150 000 curdi yezidi. Il centro urbano principale è Sinjar. 
Il clima è arido e il paesaggio sterile e di color ocra, con una vegetazione stepposa. Le precipitazioni raramente superano i 400 mm annui.